# سفارة أوكرانيا في بولندا
سفارة أوكرانيا في بولندا هي أرفع تمثيل دبلوماسي لدولة أوكرانيا لدى بولندا. تقع السفارة في وارسو وهي تهدف لتعزيز المصالح الأوكرانية في بولندا.

## وصلات خارجية
- الموقع الرسمي
- قائمة سفارات أوكرانيا
- قائمة السفارات في بولندا